# Roquesteron (tổng)
Tổng Roquesteron là một tổng của Pháp. Tổng này nằm ở tỉnh Alpes-Maritimes trong vùng Provence-Alpes-Côte d'Azur.

## Các đơn vị hành chính
Tổng Roquesteron gồm các xã Gilette, Bonson, Roquesteron, Pierrefeu, Toudon, Sigale, Cuébris, Revest-les-Roches và Tourette-du-Château.

## Lịch sử
| Ngày bầu cử | Tên                  | Đảng | Tư cách                |
| ----------- | -------------------- | ---- | ---------------------- |
|             |                      |      |                        |
| 1972        | Dr René Morani       | RPR  | Thị trưởng của Gilette |
| 1973        | Dr René Morani       | RPR  | Thị trưởng của Gilette |
| 1982        | Dr René Morani       | RPR  | Thị trưởng của Gilette |
| 1988        | Dr René Morani       | RPR  | Thị trưởng của Gilette |
| 1994        | Dr Pierre-Guy Morani | RPR  | Thị trưởng của Gilette |
| 2001        | Dr Pierre-Guy Morani | UMP  | Thị trưởng của Gilette |
| 2008        | Dr Pierre-Guy Morani | UMP  | Thị trưởng của Gilette |

## Biến động dân số
| 1882                                         | 1926 | 1962 | 1968 | 1975 | 1982 | 1990 | 1999  |
|                                              |      |      |      |      |      |      | 3 415 |
| -------------------------------------------- | ---- | ---- | ---- | ---- | ---- | ---- | ----- |
| Số liệu từ năm 1990: Dân số không tính trùng |      |      |      |      |      |      |       |